# Angela Thorne
Angela Thorne (Karachi, India británica; 25 de enero de 1939-Londres, 16 de junio de 2023) fue una actriz británica, más conocida por sus papeles en To the Manor Born y Anyone for Denis?.

## Biografía
Era hija del doctor William Thorne y una maestra. Llegó al Reino Unido para participar en la escuela de música y drama Guildhall.
El 22 de septiembre de 1967, se casó con el actor de televisión Peter Penry-Jones, con quien tuvo dos hijos: los actores Rupert Penry-Jones (22 de septiembre de 1970) y Laurence Penry-Jones (1977). Angela es abuela de Florence y Peter, los dos hijos de Rupert y la actriz Dervla Kirwan.
En agosto de 2010, durante un episodio del programa Who Do You Think You Are?, su hijo Rupert reveló que su padre había fallecido. Durante ese mismo programa se desveló que el padre de Angela había servido con el cuerpo médico indio durante la batalla de Monte Cassino.

## Carrera
Su primer compromiso profesional fue con el Teatro Infantil Caryl Jenner. Después de participar en varias temporadas en el repertorio de York y Sheffield, apareció en Night Must Fall en los Teatros Royal, Windsor y Haymarket. 
También apareció en producciones de televisión, incluyendo Elizabeth R, The Liars y The Canterville Ghost, haciendo el papel principal. Dio vida a Margaret Thatcher de la aclamada sátira cómica Anyone for Denis?. En 1984 interpretó a Susan en The Duchess, también apareció en la obra Happy Family. 
Apareció en un episodio de The Good Life interpretando a lady Truscott, antes de aparecer como Marjory Frobisher en To the Manor Born entre 1979 y 1981. Volvió a interpretar este mismo papel para el especial de primavera en 2007. Luego dio vida a Daphne Trenchard en Three Up, Two Downn uno de los personajes principales.

## Muerte
Thorne murió en su casa el 16 de junio de 2023, a los 84 años.

## Filmografía
| Año         | Programa                   | Personaje                          | Notas                                                              |
| ----------- | -------------------------- | ---------------------------------- | ------------------------------------------------------------------ |
| 1979 - 2007 | To the Manor Born          | Marjory Frobisher                  |                                                                    |
| 2005        | Lassie                     | Dr. Gull                           | junto a Peter O'Toole y Peter Dinklage                             |
| 2004        | Foyle's War                | Lady Anne Messinger                |                                                                    |
| 2003        | Bright Young Things        | Kitty                              | junto a James McAvoy, David Tennant y Michael Sheen                |
| 2002        | Midsomer Murders           | Lady Lavinia Chetwood              |                                                                    |
| 2000        | Heartbeat                  | Celia Hanson                       |                                                                    |
| 1997 - 1998 | Noah's Ark                 | Val Kirby                          | junto a Orla Brady                                                 |
| 1995        | Cold Comfort Farm          | Mrs. Hawk-Monitor                  | junto a Kate Beckinsale, Ian McKellen y su hijo Rupert Penry-Jones |
| 1990        | Dunrulin                   | Margaret Thatcher                  |                                                                    |
| 1989        | The BFG                    | Queen Of England                   | prestó su voz para el personaje                                    |
| 1985 - 1989 | Three Up, Two Down         | Daphne Trenchard                   | 25 episodios - junto a Lysette Anthony                             |
| 1986 - 1987 | Farrington of the F.O.     | Harriet Farrington                 | 14 episodios                                                       |
| 1987        | The Lady's Not for Burning | Margaret Devize                    | junto a Kenneth Branagh                                            |
| 1986        | The Demon Lover            | Mary Dash                          | junto a Hugh Grant y Miranda Richardson                            |
| 1985        | Drummonds                  | Lady Arabella Waterstone           |                                                                    |
| 1984        | Mistral's Daughter         | Nana Butterfield                   | junto a Timothy Dalton                                             |
| 1983        | Bullshot                   | Gerente del Hotel                  |                                                                    |
| 1982        | Anyone for Denis?          | Margaret Thatcher                  | junto a Alfred Molina                                              |
| 1981        | The Bagthorpe Saga         | Laura Bagthorpe                    |                                                                    |
| 1980        | Cowboys                    | Mrs. Sinclair                      |                                                                    |
| 1979        | The Human Factor           | Lady Mary Hargreaves               |                                                                    |
| 1979        | Lady Oscar                 | Mme Bertin, the Queen's Dressmaker |                                                                    |
| 1979        | North Sea Hijack           | Mujer en el Tren                   |                                                                    |
| 1978        | Emmerdale Farm             | Charlotte Verney                   |                                                                    |
| 1976 - 1978 | Crown Court                | Dr. Dorothy Conran                 |                                                                    |
| 1977        | Mr. Big                    | Mrs. Bunty Heseltine               |                                                                    |
| 1977        | The Good Life              | Lady Georgette 'George' Truscott   |                                                                    |
| 1977        | The Rocking Horse Winner   | Madre                              |                                                                    |
| 1976        | Get Some In!               | Mrs. Fairfax                       |                                                                    |
| 1975        | Within These Walls         | Claire Rothwell                    |                                                                    |
| 1975        | Ballet Shoes               | Sylvia Brown                       |                                                                    |
| 1974        | Haunted: Poor Girl         | Louise Wilson                      |                                                                    |
| 1973        | Justice                    | Eileen Rutherford                  |                                                                    |
| 1973        | Yellow Dog                 | Jenny Alexander                    |                                                                    |
| 1972        | Love Story                 | Sybil                              |                                                                    |
| 1971        | Elizabeth R                | Lettice, Lady Leicester            |                                                                    |
| 1970        | The Woodlanders            | Mrs. Charmond                      |                                                                    |
| 1969        | World in Ferment           | Nancy Chuff                        |                                                                    |
| 1969        | Oh! What a Lovely War      | Betty Smith                        |                                                                    |
| 1968        | Sergeant Cork              | Hermana Scholastika                |                                                                    |
| 1967        | Blandings Castle           | Angela                             |                                                                    |
| 1966        | Mystery and Imagination    | Dick Virginia                      |                                                                    |
| 1966        | The Liars                  |                                    |                                                                    |
| 1962        | Los vengadores             | Recepcionista                      |                                                                    |